# Amrubicin
Amrubicin (INN; trước đây gọi là SM-5887) là một anthracycline được sử dụng trong điều trị ung thư phổi. Nó được bán tại Nhật Bản từ năm 2002 bởi Sumitomo dưới tên thương hiệu Calsed.
Amrubicin hoạt động bằng cách ức chế topoisomerase II, và đã được so sánh trong các thử nghiệm lâm sàng với topotecan, một chất ức chế Topoisomerase I.
Nó cũng đã được nghiên cứu để điều trị ung thư biểu mô bàng quang  và ung thư dạ dày.
Amrubicin là dẫn xuất anthracycline đầu tiên được tạo ra bởi sự tổng hợp de novo và được xuất bản lần đầu tiên vào năm 1989 bởi các nhà khoa học từ Sumitomo.